# Callirhoe (roślina)

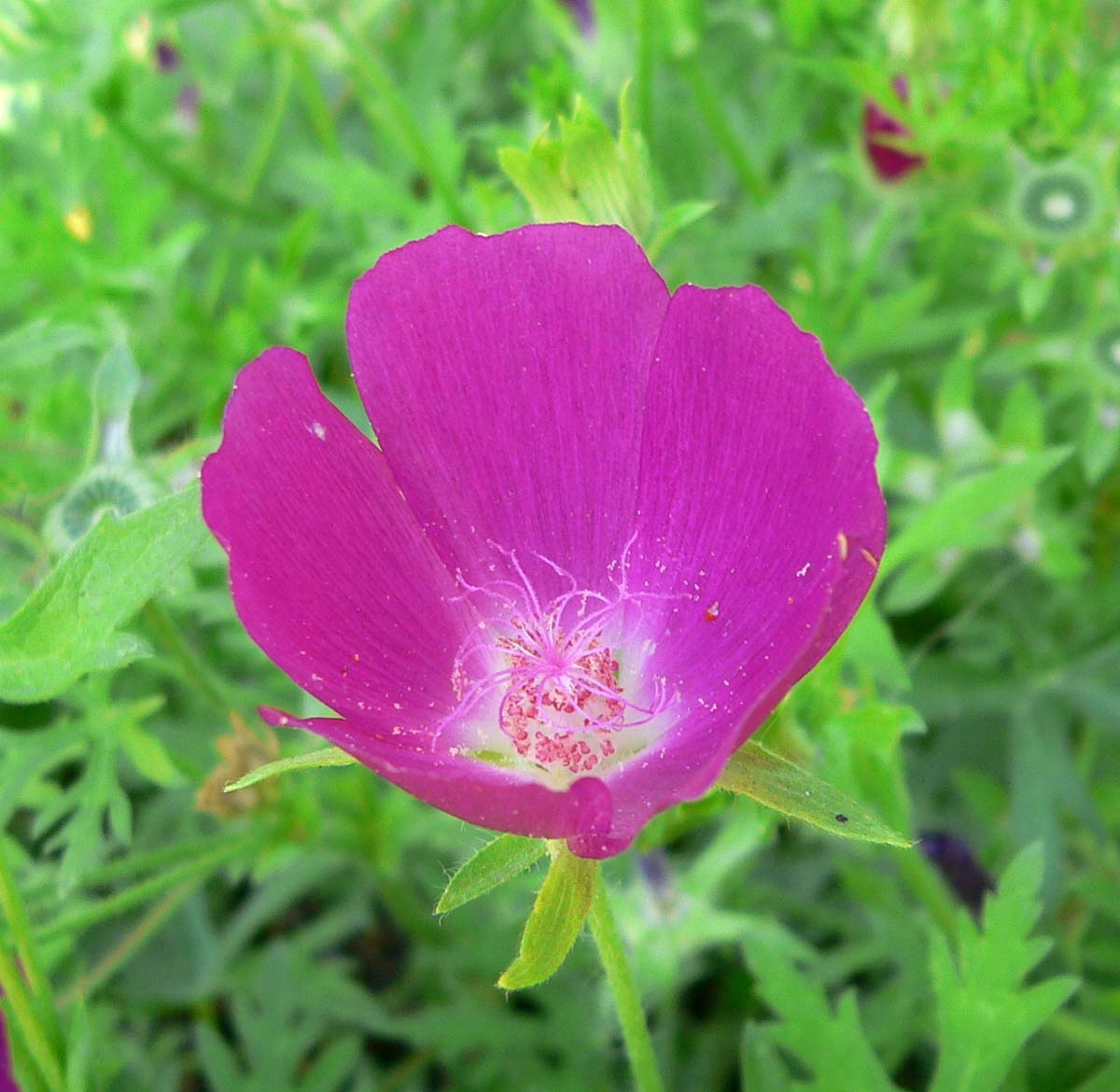
Callirhoe involucrata

Callirhoe – rodzaj roślin z rodziny ślazowatych. Obejmuje 9 gatunków. Rośną one na terenach skalistych, w miejscach suchych, otwartych, na przydrożach. Występują na obszarze prerii w Ameryce Północnej od Illinois i Indiana na północy po Teksas i północny Meksyk na południu. Gatunek Callirhoe involucrata (rzadko inne) uprawiany jest jako roślina ozdobna.  

## Morfologia
PokrójZielne rośliny wieloletnie lub jednoroczne, o pędach prostych lub pokładających się lub płożących, osiągających do 0,5 m wysokości. Pędy owłosione włoskami prostymi lub gwiazdkowatymi (czteroramiennymi), ewentualnie nagie i sino nabiegłe.
LiścieSkrętoległe, zwykle głęboko dłoniasto wcinane. U nasady znajdują się trwałe lub szybko odpadające przylistki.
KwiatyKwiaty wsparte kieliszkiem utworzonym z trzech listków. Działki kielicha w liczbie 5, zrośnięte u nasady. Płatki, także w liczbie 5, zwykle różowo-czerwone, rzadko białe, nie przekraczają 3 cm długości. Pręciki liczne, zrośnięte w kolumnę otaczającą słupkowie. Jednokomorowych zalążni jest zwykle od 10 do 28 i tyle samo jest nitkowatych szyjek słupków, zrośniętych w kolumnę.
OwoceRozpadający się, złożony z 10 do 28 dwukomorowych rozłupek zawierających jedno nasiono w dolnej komorze.

## Systematyka
Rodzaj z plemienia Malveae z podrodziny ślazowych Malvoideae Burnett z rodziny ślazowatych Malvaceae.
Wykaz gatunków
- Callirhoe alcaeoides (Michx.) A.Gray
- Callirhoe bushii Fernald
- Callirhoe digitata Nutt.
- Callirhoe involucrata (Torr. & A.Gray) A.Gray
- Callirhoe leiocarpa R.F.Martin
- Callirhoe papaver (Cav.) A.Gray
- Callirhoe pedata (Nutt. ex Hook.) A.Gray
- Callirhoe scabriuscula B.L.Rob.
- Callirhoe triangulata (Leavenw.) A.Gray